# Arion (mollusque)
Pour les articles homonymes, voir Arion.
Genre
Les Arions (genre Arion) sont des mollusques gastéropodes pulmonés, appelés plus communément limaces.

## Liste des espèces
Selon ITIS (28 mai 2013) :
- Arion ater (Linnaeus, 1758) - loche noire
- Arion circumscriptus Johnston, 1828
- Arion distinctus Mabille, 1868
- Arion fasciatus (Nilsson, 1823)
- Arion hortensis Ferussac, 1819 - limace des jardins, limace horticole.
- Arion intermedius (Normand, 1852)
- Arion owenii Davies, 1979
- Arion rufus (Linnaeus, 1758) - grande loche
- Arion silvaticus Lohmander, 1937
- Arion subfuscus (Draparnaud, 1805) - loche roussâtre

Selon NCBI (28 mai 2013) :
- Arion alpinus
- Arion anguloi
- Arion anthracius
- Arion ater
- Arion ater x Arion rufus
- Arion baeticus
- Arion distinctus
- Arion euthymeanus
- Arion fagophilus
- Arion flagellus
- Arion franciscoloi
- Arion fuligineus
- Arion fuscus
- Arion gilvus
- Arion hispanicus
- Arion hortensis
- Arion intermedius
- Arion iratii
- Arion lizarrustii
- Arion lusitanicus
- Arion molinae
- Arion nobrei
- Arion occultus
- Arion owenii
- Arion paularensis
- Arion ponsi
- Arion rufus
- Arion subfuscus
- Arion transsylvanus
- Arion urbiae
- Arion vulgaris
- Arion vulgaris x Arion ater
- Arion vulgaris x Arion rufus
- Arion wiktori
- sous-genre Carinarion complex
  - Arion circumscriptus
  - Arion fasciatus
  - Arion silvaticus